# Gmina Legrad
Gmina Legrad (chorw. Općina Legrad) – gmina w Chorwacji, w żupanii kopriwnicko-kriżewczyńskiej. W 2011 roku liczyła  2241 mieszkańców.